# Złoty Puchar CONCACAF 2021
Złoty Puchar CONCACAF 2021 (ang. 2021 CONCACAF Gold Cup, hiszp. Copa de Oro de la Concacaf 2021) – szesnasta edycja turnieju o Mistrzostwo Ameryki Północnej, Środkowej i Karaibów w piłce nożnej mężczyzn. Tytułu broniła reprezentacja Meksyku, jednak w finale turnieju uległa Stanom Zjednoczonym.
Gospodarzem turnieju zostały Stany Zjednoczone.

## Eliminacje
O kwalifikacji do Złotego Pucharu CONCACAF 2021 bezpośrednio decyduje wynik drużyny w pierwszej edycji Ligi Narodów. W zależności od miejsca w grupie danej dywizji zespoły kwalifikują się na turniej bądź na rundę eliminacyjną.
W dywizji A zespoły, które zajęły pierwsze lub drugie miejsce w swoich grupach awansują na Złoty Puchar. Drużyny z trzeciego miejsca muszą brać udział w rundzie eliminacyjnej. Reprezentacje, które zajęły pierwsze miejsce w grupach w dywizji B również otrzymują automatyczny awans na turniej. Drużyny z drugich miejsc zagrają w rundzie eliminacyjnej. W dywizji C zespoły z pierwszego miejsca kwalifikują się do rundy eliminacyjnej.
2 września 2020 CONCACAF podjęło decyzje o zaproszeniu na turniej reprezentacji Kataru.

## Stadiony
22 kwietnia 2021 CONCACAF ogłosił, że gospodarzem turnieju będą Stany Zjednoczone. Podano również pełną listę stadionów, na których odbędą się mecze.
| Dallas                        | Arlington (Teksas)                                                                                     | Houston                                                                                                | Houston                                                                                                |
| ----------------------------- | --- | --- | --- |
| Cotton Bowl                   | AT&T Stadium                                                                                           | NRG Stadium                                                                                            | BBVA Compass Stadium                                                                                   |
| Pojemność: 92 100             | Pojemność: 80 000                                                                                      | Pojemność: 71 795                                                                                      | Pojemność: 22 039                                                                                      |
|                               | | | |
| Glendale (Arizona)            | ParadiseGlendaleHoustonFriscoArlingtonDallasAustinOrlandoKansas City Miasta-organizatorzy na mapie USA | ParadiseGlendaleHoustonFriscoArlingtonDallasAustinOrlandoKansas City Miasta-organizatorzy na mapie USA | ParadiseGlendaleHoustonFriscoArlingtonDallasAustinOrlandoKansas City Miasta-organizatorzy na mapie USA |
| University of Phoenix Stadium | ParadiseGlendaleHoustonFriscoArlingtonDallasAustinOrlandoKansas City Miasta-organizatorzy na mapie USA | ParadiseGlendaleHoustonFriscoArlingtonDallasAustinOrlandoKansas City Miasta-organizatorzy na mapie USA | ParadiseGlendaleHoustonFriscoArlingtonDallasAustinOrlandoKansas City Miasta-organizatorzy na mapie USA |
| Pojemność: 63 400             | ParadiseGlendaleHoustonFriscoArlingtonDallasAustinOrlandoKansas City Miasta-organizatorzy na mapie USA | ParadiseGlendaleHoustonFriscoArlingtonDallasAustinOrlandoKansas City Miasta-organizatorzy na mapie USA | ParadiseGlendaleHoustonFriscoArlingtonDallasAustinOrlandoKansas City Miasta-organizatorzy na mapie USA |
|                               | ParadiseGlendaleHoustonFriscoArlingtonDallasAustinOrlandoKansas City Miasta-organizatorzy na mapie USA | ParadiseGlendaleHoustonFriscoArlingtonDallasAustinOrlandoKansas City Miasta-organizatorzy na mapie USA | ParadiseGlendaleHoustonFriscoArlingtonDallasAustinOrlandoKansas City Miasta-organizatorzy na mapie USA |
| Paradise (Nevada)             | ParadiseGlendaleHoustonFriscoArlingtonDallasAustinOrlandoKansas City Miasta-organizatorzy na mapie USA | ParadiseGlendaleHoustonFriscoArlingtonDallasAustinOrlandoKansas City Miasta-organizatorzy na mapie USA | ParadiseGlendaleHoustonFriscoArlingtonDallasAustinOrlandoKansas City Miasta-organizatorzy na mapie USA |
| Allegiant Stadium             | ParadiseGlendaleHoustonFriscoArlingtonDallasAustinOrlandoKansas City Miasta-organizatorzy na mapie USA | ParadiseGlendaleHoustonFriscoArlingtonDallasAustinOrlandoKansas City Miasta-organizatorzy na mapie USA | ParadiseGlendaleHoustonFriscoArlingtonDallasAustinOrlandoKansas City Miasta-organizatorzy na mapie USA |
| Pojemność: 61 000             | ParadiseGlendaleHoustonFriscoArlingtonDallasAustinOrlandoKansas City Miasta-organizatorzy na mapie USA | ParadiseGlendaleHoustonFriscoArlingtonDallasAustinOrlandoKansas City Miasta-organizatorzy na mapie USA | ParadiseGlendaleHoustonFriscoArlingtonDallasAustinOrlandoKansas City Miasta-organizatorzy na mapie USA |
|                               | ParadiseGlendaleHoustonFriscoArlingtonDallasAustinOrlandoKansas City Miasta-organizatorzy na mapie USA | ParadiseGlendaleHoustonFriscoArlingtonDallasAustinOrlandoKansas City Miasta-organizatorzy na mapie USA | ParadiseGlendaleHoustonFriscoArlingtonDallasAustinOrlandoKansas City Miasta-organizatorzy na mapie USA |
| Orlando                       | Austin                                                                                                 | Frisco                                                                                                 | Kansas City (Kansas)                                                                                   |
| Exploria Stadium              | Q2 Stadium                                                                                             | Toyota Stadium                                                                                         | Children’s Mercy Park                                                                                  |
| Pojemność: 25 500             | Pojemność: 20 500                                                                                      | Pojemność: 20 500                                                                                      | Pojemność: 18 467                                                                                      |
|                               | | | |

## Uczestnicy
9 lipca Curaçao zostało zmuszone do rezygnacji z udziału w turnieju. Powodem była nadmierna ilość pozytywnych testów na COVID-19 wśród piłkarz i personelu drużyny. Zespół został zastąpiony przez Gwatemalę jako najwyżej rozstawionego przegranego rundy eliminacyjnej.
| Drużyna           | Sposób kwalifikacji                                                          | Liczba występów      | Najlepszy wynik                                              | Ostatni występ       |
| ----------------- | ---------------------------------------------------------------------------- | -------------------- | ------------------------------------------------------------ | -------------------- |
| Stany Zjednoczone | 1. miejsce grupy A dywizji A Ligi Narodów 2019/20                            | 15                   | Mistrzostwo (1991, 2002, 2005, 2007, 2013, 2017)             | 2019                 |
| Kanada            | 2. miejsce grupy A dywizji A Ligi Narodów 2019/20                            | 14                   | Mistrzostwo (2000)                                           | 2019                 |
| Meksyk            | 1. miejsce grupy B dywizji A Ligi Narodów 2019/20                            | 15                   | Mistrzostwo (1993, 1996, 1998, 2003, 2009, 2011, 2015, 2019) | 2019                 |
| Panama            | 2. miejsce grupy B dywizji A Ligi Narodów 2019/20                            | 9                    | II miejsce (2005, 2013)                                      | 2019                 |
| Honduras          | 1. miejsce grupy C dywizji A Ligi Narodów 2019/20                            | 14                   | II miejsce (1991)                                            | 2019                 |
| Martynika         | 2. miejsce grupy C dywizji A Ligi Narodów 2019/20                            | 6                    | Ćwierćfinał (2002)                                           | 2019                 |
| Kostaryka         | 1. miejsce grupy D dywizji A Ligi Narodów 2019/20                            | 14                   | II miejsce (2002)                                            | 2019                 |
| Curaçao           | 2. miejsce grupy D dywizji A Ligi Narodów 2019/20                            | Rezygnacja z udziału | Rezygnacja z udziału                                         | Rezygnacja z udziału |
| Grenada           | 1. miejsce grupy A dywizji B Ligi Narodów 2019/20                            | 2                    | Faza grupowa (2009, 2011)                                    | 2011                 |
| Salwador          | 1. miejsce grupy B dywizji B Ligi Narodów 2019/20                            | 11                   | Ćwierćfinał (2002, 2003, 2011, 2013, 2017)                   | 2019                 |
| Jamajka           | 1. miejsce grupy C dywizji B Ligi Narodów 2019/20                            | 11                   | II Miejsce (2015, 2017)                                      | 2019                 |
| Surinam           | 1. miejsce grupy D dywizji B Ligi Narodów 2019/20                            | Debiutant            | Debiutant                                                    | Debiutant            |
| Katar             | Drużyna zaproszona                                                           | Debiutant            | Debiutant                                                    | Debiutant            |
| Haiti             | Zwycięzca rundy eliminacyjnej                                                | 7                    | Półfinał (2019)                                              | 2019                 |
| Gwadelupa         | Zwycięzca rundy eliminacyjnej                                                | 3                    | Półfinał (2007)                                              | 2011                 |
| Trynidad i Tobago | Zwycięzca rundy eliminacyjnej                                                | 9                    | III miejsce (2000)                                           | 2019                 |
| Gwatemala         | W zastępstwie za Curaçao; najwyżej rozstawiony przegrany rundy eliminacyjnej | 10                   | IV miejsce (1996)                                            | 2015                 |

## Losowanie
Losowanie grup Złotego Pucharu odbyło się 28 września 2020 w Miami. Było to pierwsze takie zdarzenie w historii, dawniej wszystkie drużyny przypisywano do grup automatycznie. Przed losowaniem zostały jednak podane grupy, w których zagrają zespoły pierwszego koszyka oraz reprezentacja zaproszona. Do grupy A przypisano Meksyk, do grupy B Stany Zjednoczone, do grupy C Kostaryka, a do grupy D Honduras i Katar.
Liczba w nawiasie oznacza miejsce w rankingu CONCACAF w momencie losowania.

Kursywą oznaczono wypadek, w którym zespół został przypisany do grupy automatycznie.
| Koszyk 1                                                                                            | Koszyk 2                                        | Koszyk 3                                              | Koszyk 4                                          |
| --------------------------------------------------------------------------------------------------- | ----------------------------------------------- | ----------------------------------------------------- | ------------------------------------------------- |
| Meksyk (1) (grupa A) Stany Zjednoczone (2) (grupa B) Kostaryka (3) (grupa C) Honduras (4) (grupa D) | Jamajka (5) Kanada (6) Panama (8) Salwador (10) | Martynika (11) Curaçao (13) Surinam (15) Grenada (20) | Haiti Gwadelupa Trynidad i Tobago Katar (grupa D) |

## Faza grupowa
Z każdej grupy do ćwierćfinału awansują dwie najlepsze drużyny.
Legenda
|  | Bezpośredni awans do fazy pucharowej. |
|  | Odpadnięcie z turnieju.               |

### Grupa A
| Zespół            | Pkt | M | W | R | P | Br+ | Br− | +/− |
| ----------------- | --- | - | - | - | - | --- | --- | --- |
| Meksyk            | 7   | 3 | 2 | 1 | 0 | 4   | 0   | +4  |
| Salwador          | 6   | 3 | 2 | 0 | 1 | 4   | 1   | +3  |
| Trynidad i Tobago | 2   | 3 | 0 | 2 | 1 | 1   | 3   | -2  |
| Gwatemala         | 1   | 3 | 0 | 1 | 2 | 1   | 6   | -5  |

| 11 lipca 2021 04:00 CEST | Meksyk | 0:0(0:0)Raport | Trynidad i Tobago | AT&T Stadium, Arlington Widzów: 41 229 Sędzia: Ricardo Montero |
|                          |        |                |                   |                                                                |

| 12 lipca 2021 04:30 CEST | Salwador · Roldán 81' · Rivas 90+6' | 2:0(0:0)Raport | Gwatemala | Toyota Stadium, Frisco Widzów: 8 494 Sędzia: Jair Marrufo |
|                          |                                     |                |           |                                                           |

| 15 lipca 2021 01:30 CEST | Trynidad i Tobago | 0:2(0:1)Raport | Salwador · 30' Henríquez · 90+1' Martinez | Toyota Stadium, Frisco Widzów: 8 494 Sędzia: Selvin Brown |
|                          |                   |                |                                           |                                                           |

| 15 lipca 2021 03:30 CEST | Gwatemala | 0:3(0:1)Raport | Meksyk · 29', 55' Funes Mori · 79' Pineda | Cotton Bowl, Dallas Widzów: 15 391 Sędzia: Daneon Parchment |
|                          |           |                |                                           |                                                             |

| 19 lipca 2021 04:00 CEST | Meksyk · L. Rodríguez 26' | 1:0(1:0)Raport | Salwador | Cotton Bowl, Dallas Sędzia: Said Martínez |
|                          |                           |                |          |                                           |

| 19 lipca 2021 04:00 CEST | Gwatemala · Gordillo 78' | 1:1(0:1)Raport | Trynidad i Tobago · 12' Moore | Toyota Stadium, Frisco Sędzia: Oshane Nation |
|                          |                          |                |                               |                                              |

### Grupa B
| Zespół            | Pkt | M | W | R | P | Br+ | Br− | +/− |
| ----------------- | --- | - | - | - | - | --- | --- | --- |
| Stany Zjednoczone | 9   | 3 | 3 | 0 | 0 | 8   | 1   | +7  |
| Kanada            | 6   | 3 | 2 | 0 | 1 | 8   | 3   | +5  |
| Haiti             | 3   | 3 | 1 | 0 | 2 | 3   | 6   | -3  |
| Martynika         | 0   | 3 | 0 | 0 | 3 | 3   | 12  | -9  |

| 12 lipca 2021 00:30 CEST | Kanada · Larin 16' · Osorio 20' · Eustáquio 26' · Corbeanu 89' | 4:1(3:1)Raport | Martynika · 10' Rivière | Children’s Mercy Park, Kansas City Widzów: 12 664 Sędzia: Iván Barton |
|                          |                                                                |                |                         |                                                                       |

| 12 lipca 2021 02:30 CEST | Stany Zjednoczone · Vines 8' | 1:0(1:0)Raport | Haiti | Children’s Mercy Park, Kansas City Widzów: 12 664 Sędzia: Said Martínez |
|                          |                              |                |       |                                                                         |

| 16 lipca 2021 01:30 CEST | Haiti · Lambese 56' | 1:4(0:1)Raport | Kanada · 5' Eustáquio · 51', 74' (k.) Larin · 79' (k.) Hoilett | Children’s Mercy Park, Kansas City Widzów: 7 511 Sędzia: Juan Gabriel Calderón |
|                          |                     |                |                                                                |                                                                                |

| 16 lipca 2021 03:30 CEST | Martynika · Rivière 64' (k.) | 1:6(0:2)Raport | Stany Zjednoczone · 14', 59' Dike · 23' (sam.) Camille · 50' Robinson · 70' Zardes · 90' Gioacchini | Children’s Mercy Park, Kansas City Widzów: 7 511 Sędzia: Mario Escobar |
|                          |                              |                | |                                                                        |

| 18 lipca 2021 23:00 CEST | Martynika · Fortuné 53' | 1:2(0:1)Raport | Haiti · 3' Antoine · 61' Adé | Toyota Stadium, Frisco Sędzia: Ismael Cornejo |
|                          |                         |                |                              |                                               |

| 18 lipca 2021 23:00 CEST | Stany Zjednoczone · Moore 1' | 1:0(1:0)Raport | Kanada | Children’s Mercy Park, Kansas City Widzów: 18 467 Sędzia: Adonai Escobedo |
|                          |                              |                |        |                                                                           |

### Grupa C
| Zespół    | Pkt | M | W | R | P | Br+ | Br− | +/− |
| --------- | --- | - | - | - | - | --- | --- | --- |
| Kostaryka | 9   | 3 | 3 | 0 | 0 | 6   | 2   | +4  |
| Jamajka   | 6   | 3 | 2 | 0 | 1 | 4   | 2   | +2  |
| Surinam   | 3   | 3 | 1 | 0 | 2 | 3   | 5   | -2  |
| Gwadelupa | 0   | 3 | 0 | 0 | 3 | 3   | 7   | -4  |

| 13 lipca 2021 00:30 CEST | Jamajka · Nicholson 6' · Reid 26' | 2:0(2:0)Raport | Surinam | Exploria Stadium, Orlando Widzów: 6 403 Sędzia: Bakary Gassama |
|                          |                                   |                |         |                                                                |

| 13 lipca 2021 03:00 CEST | Kostaryka · Campbell 6' · Lassiter 21' · Borges 70' | 3:1(2:1)Raport | Gwadelupa · 45+5' Mirval | Exploria Stadium, Orlando Widzów: 6 403 Sędzia: Ismail Elfath |
|                          |                                                     |                |                          |                                                               |

| 17 lipca 2021 00:30 CEST | Gwadelupa · Bell 4' (sam.) | 1:2(1:1)Raport | Jamajka · 14' Burke · 87' Flemmings | Exploria Stadium, Orlando Widzów: 6 527 Sędzia: Bryan López |
|                          |                            |                |                                     |                                                             |

| 17 lipca 2021 02:30 CEST | Surinam · Vlijter 52' | 1:2(0:0)Raport | Kostaryka · 58' Campbell · 59' Borges | Exploria Stadium, Orlando Widzów: 6 527 Sędzia: Fernando Hernández |
|                          |                       |                |                                       |                                                                    |

| 21 lipca 2021 01:00 CEST | Kostaryka · Ruiz 53' | 1:0(0:0)Raport | Jamajka | Exploria Stadium, Orlando Sędzia: Mario Escobar |
|                          |                      |                |         |                                                 |

| 21 lipca 2021 01:00 CEST | Surinam · Vlijter 14' · Hasselbaink 79' | 2:1(1:1)Raport | Gwadelupa · 20' Phaeton | BBVA Compass Stadium, Houston Sędzia: Fernando Guerrero |
|                          |                                         |                |                         |                                                         |

### Grupa D
| Zespół   | Pkt | M | W | R | P | Br+ | Br− | +/− |
| -------- | --- | - | - | - | - | --- | --- | --- |
| Katar    | 7   | 3 | 2 | 1 | 0 | 9   | 3   | +6  |
| Honduras | 6   | 3 | 2 | 0 | 1 | 7   | 4   | +3  |
| Panama   | 4   | 3 | 1 | 1 | 1 | 8   | 7   | +1  |
| Grenada  | 0   | 3 | 0 | 0 | 3 | 1   | 11  | -10 |

| 14 lipca 2021 01:00 CEST | Katar · Afif 48' · Ali 53' · Al-Haydos 63' (k.) | 3:3(0:0)Raport | Panama · 51', 58' Blackburn · 79' (k.) Davis | BBVA Compass Stadium, Houston Widzów: 10 625 Sędzia: César Arturo Ramos |
|                          |                                                 |                |                                              |                                                                         |

| 14 lipca 2021 03:00 CEST | Honduras · Bengtson 28' · Solano 52' · Leverón 86' · Quioto 88' | 4:0(1:0)Raport | Grenada | BBVA Compass Stadium, Houston Widzów: 10 625 Sędzia: Fernando Guerrero |
|                          |                                                                 |                |         |                                                                        |

| 18 lipca 2021 01:30 CEST | Grenada | 0:4(0:3)Raport | Katar · 11' Hatem · 22' Afif · 36' Muntari · 46' Ali | BBVA Compass Stadium, Houston Sędzia: Armando Villarreal |
|                          |         |                |                                                      |                                                          |

| 18 lipca 2021 03:30 CEST | Panama · Davis 32' (k.) · Yanis 45+1' | 2:3(2:1)Raport | Honduras · 22', 65' Quioto · 61' A. López | BBVA Compass Stadium, Houston Sędzia: Bakary Gassama |
|                          |                                       |                |                                           |                                                      |

| 21 lipca 2021 03:00 CEST | Panama · Quintero 7' · Rodríguez 27', 64' | 3:1(2:0)Raport | Grenada · 76' Frank | Exploria Stadium, Orlando Sędzia: César Arturo Ramos |
|                          |                                           |                |                     |                                                      |

| 21 lipca 2021 03:00 CEST | Honduras | 0:2(0:1)Raport | Katar · 25' Ahmed · 90+5' Hatem | BBVA Compass Stadium, Houston Sędzia: Jair Marrufo |
|                          |          |                |                                 |                                                    |

## Faza pucharowa
|  |                      |                   |                          |                   |   |                   |                       |          |  |  |       |       |       |
|  | Ćwierćfinał          | Ćwierćfinał       | Ćwierćfinał              |                   |   | Półfinał          | Półfinał              | Półfinał |  |  | Finał | Finał | Finał |
|  | Ćwierćfinał          | Ćwierćfinał       | Ćwierćfinał              |                   |   | Półfinał          | Półfinał              | Półfinał |  |  | Finał | Finał | Finał |
|  | 25 lipca – Glendale  |                   |                          |                   |   |                   |                       |          |  |  |       |       |       |
|  |                      |                   |                          |                   |   |                   |                       |          |  |  |       |       |       |
|  | Katar                | Katar             | 3                        |                   |   |                   |                       |          |  |  |       |       |       |
|  | Katar                | Katar             | 3                        | 30 lipca – Austin |   |                   |                       |          |  |  |       |       |       |
|  | Salwador             | Salwador          | 2                        |                   |   |                   |                       |          |  |  |       |       |       |
|  | Salwador             | Salwador          | 2                        |                   |   | Katar             | Katar                 | 0        |  |  |       |       |       |
|  | 26 lipca – Arlington |                   |                          |                   |   | Katar             | Katar                 | 0        |  |  |       |       |       |
|  |                      |                   | Stany Zjednoczone        | Stany Zjednoczone | 1 |                   |                       |          |  |  |       |       |       |
|  | Stany Zjednoczone    | Stany Zjednoczone | Stany Zjednoczone        | Stany Zjednoczone | 1 | 1                 |                       |          |  |  |       |       |       |
|  | Stany Zjednoczone    | Stany Zjednoczone |                          |                   |   | 1                 | 2 sierpnia – Paradise |          |  |  |       |       |       |
|  | Jamajka              | Jamajka           | 0                        |                   |   |                   |                       |          |  |  |       |       |       |
|  | Jamajka              | Jamajka           | 0                        |                   |   | Stany Zjednoczone | Stany Zjednoczone     | 1        |  |  |       |       |       |
|  | 25 lipca – Glendale  |                   |                          |                   |   | Stany Zjednoczone | Stany Zjednoczone     | 1        |  |  |       |       |       |
|  |                      |                   | Meksyk                   | Meksyk            | 0 |                   |                       |          |  |  |       |       |       |
|  | Meksyk               | Meksyk            | Meksyk                   | Meksyk            | 0 | 3                 |                       |          |  |  |       |       |       |
|  | Meksyk               | Meksyk            | 30 lipca – Houston (NRG) |                   |   | 3                 |                       |          |  |  |       |       |       |
|  | Honduras             | Honduras          | 0                        |                   |   |                   |                       |          |  |  |       |       |       |
|  | Honduras             | Honduras          | 0                        |                   |   | Meksyk            | Meksyk                | 2        |  |  |       |       |       |
|  | 26 lipca – Arlington |                   |                          |                   |   | Meksyk            | Meksyk                | 2        |  |  |       |       |       |
|  |                      |                   | Kanada                   | Kanada            | 1 |                   |                       |          |  |  |       |       |       |
|  | Kostaryka            | Kostaryka         | Kanada                   | Kanada            | 1 | 0                 |                       |          |  |  |       |       |       |
|  | Kostaryka            | Kostaryka         |                          |                   |   |                   |                       |          |  |  |       |       |       |
|  | Kanada               | Kanada            | 2                        |                   |   |                   |                       |          |  |  |       |       |       |
|  | Kanada               | Kanada            | 2                        |                   |   |                   |                       |          |  |  |       |       |       |

### Ćwierćfinały
| 25 lipca 2021 01:30 CEST | Katar · Ali 2', 55' · Hatem 8' | 3:2(2:0)Raport | Salwador · 63', 66' Rivas | University of Phoenix Stadium, Glendale Sędzia: Fernando Hernández |
|                          |                                |                |                           |                                                                    |

| 25 lipca 2021 04:00 CEST | Meksyk · Funes Mori 26' · dos Santos 31' · Pineda 38' | 3:0(3:0)Raport | Honduras | University of Phoenix Stadium, Glendale Sędzia: Mario Escobar |
|                          |                                                       |                |          |                                                               |

| 26 lipca 2021 01:00 CEST | Kostaryka | 0:2(0:1)Raport | Kanada · 18' Hoilett · 69' Eustáquio | AT&T Stadium, Arlington Sędzia: Jair Marrufo |
|                          |           |                |                                      |                                              |

| 26 lipca 2021 03:30 CEST | Stany Zjednoczone · Hoppe 83' | 1:0(0:0)Raport | Jamajka | AT&T Stadium, Arlington Sędzia: César Arturo Ramos |
|                          |                               |                |         |                                                    |

### Półfinały
| 30 lipca 2021 01:30 CEST | Katar | 0:1(0:0)Raport | Stany Zjednoczone · 86' Zardes | Q2 Stadium, Austin Sędzia: Juan Gabriel Calderón |
|                          |       |                |                                |                                                  |

| 30 lipca 2021 04:00 CEST | Meksyk · Pineda 45+2' (k.) · Herrera 90+9' | 2:1(1:0)Raport | Kanada · 57' Buchanan | NRG Stadium, Houston Sędzia: Daneon Parchment |
|                          |                                            |                |                       |                                               |

### Finał
| 2 sierpnia 2021 02:30 CEST | Stany Zjednoczone · Robinson 117' | 1:0 (dogr.)(0:0, 0:0, 0:0)Raport | Meksyk | Allegiant Stadium, Paradise Widzów: 61 114 Sędzia: Said Martínez |
|                            |                                   |                                  |        |                                                                  |

|  |  |

| BR              | 1  | Matt Turner         |      |        |
| OB              | 2  | Reggie Cannon       |      | 65'    |
| OB              | 16 | James Sands         |      |        |
| OB              | 12 | Miles Robinson      |      |        |
| OB              | 13 | George Bello        |      | 65'    |
| PO              | 19 | Eryk Williamson     |      | 87'    |
| PO              | 23 | Kellyn Acosta       | 113' |        |
| PO              | 17 | Sebastian Lletget   |      | 66'    |
| NA              | 7  | Paul Arriola (k)    |      | 87'    |
| NA              | 13 | Matthew Hoppe       |      | 120+1' |
| NA              | 9  | Gyasi Zardes        |      |        |
| Zmiany:         |    |                     |      |        |
| OB              | 20 | Shaquell Moore      |      | 65'    |
| OB              | 3  | Sam Vines           |      | 65'    |
| PO              | 10 | Cristian Roldan     |      | 66'    |
| PO              | 6  | Gianluca Busio      |      | 87'    |
| NA              | 8  | Nicholas Gioacchini |      | 87'    |
| PO              | 24 | Henry Kessler       |      | 120+1' |
| Selekcjoner:    |    |                     |      |        |
| Gregg Berhalter |    |                     |      |        |

| BR              | 1  | Alfredo Talavera    |      |      |      |
| OB              | 21 | Luis Rodríguez      |      |      |      |
| OB              | 2  | Néstor Araujo       |      |      |      |
| OB              | 15 | Héctor Moreno (k)   |      | 44'  |      |
| OB              | 23 | Jesús Gallardo      | 114' |      |      |
| PO              | 6  | Jonathan dos Santos |      | 76'  |      |
| PO              | 4  | Edson Álvarez       | 117' |      |      |
| PO              | 16 | Héctor Herrera      | 72'  |      |      |
| NA              | 17 | Jesús Corona        |      | 91'  |      |
| NA              | 10 | Orbelín Pineda      |      | 76'  |      |
| NA              | 11 | Rogelio Funes Mori  |      | 106' |      |
| Zmiany:         |    |                     |      |      |      |
| OB              | 3  | Carlos Salcedo      |      | 44'  | 116' |
| PO              | 15 | Erick Gutiérrez     |      | 76'  |      |
| NA              | 24 | Rodolfo Pizarro     |      | 76'  |      |
| NA              | 5  | Osvaldo Rodríguez   |      | 91'  |      |
| NA              | 9  | Alan Pulido         |      | 106' |      |
| OB              | 19 | Gilberto Sepúlveda  |      | 106' |      |
| Selekcjoner:    |    |                     |      |      |      |
| Gerardo Martino |    |                     |      |      |      |

| - Piłkarz meczu: - Matt Turner |

| - Sędziowie asystenci: - Walter López - Henri Pupiro - Sędzia techniczny: - Mario Escobar - Sędzia VAR: - Drew Fischer - Sędziowie asystenci VAR: - Tatiana Guzmán |

## Klasyfikacja końcowa
Uwaga: Rozstrzygnięcie meczu w rzutach karnych uznaje się jako remis i obu drużynom dodaje się 1 pkt.
| Miejsce                        | Reprezentacja     | Grupa | Mecze | Punkty | Bramki+ | Bramki- | Bramki +/− |
| ------------------------------ | ----------------- | ----- | ----- | ------ | ------- | ------- | ---------- |
| złoto                          | Stany Zjednoczone | B     | 6     | 18     | 11      | 1       | +10        |
| srebro                         | Meksyk            | A     | 6     | 13     | 9       | 2       | +7         |
| brąz                           | Katar             | D     | 5     | 10     | 12      | 6       | +6         |
| brąz                           | Kanada            | B     | 5     | 9      | 11      | 5       | +6         |
| Wyeliminowane w ćwierćfinale   |                   |       |       |        |         |         |            |
| 5.                             | Kostaryka         | C     | 4     | 9      | 6       | 4       | +2         |
| 6.                             | Salwador          | A     | 4     | 6      | 6       | 4       | +2         |
| 7.                             | Jamajka           | C     | 4     | 6      | 4       | 3       | +1         |
| 8.                             | Honduras          | D     | 4     | 6      | 7       | 7       | 0          |
| Wyeliminowane w fazie grupowej |                   |       |       |        |         |         |            |
| 9.                             | Panama            | D     | 3     | 4      | 8       | 7       | +1         |
| 10.                            | Surinam           | C     | 3     | 3      | 3       | 5       | –2         |
| 11.                            | Haiti             | B     | 3     | 3      | 3       | 6       | –3         |
| 12.                            | Trynidad i Tobago | A     | 3     | 2      | 1       | 3       | –2         |
| 13.                            | Gwatemala         | A     | 3     | 1      | 1       | 6       | –5         |
| 14.                            | Gwadelupa         | C     | 3     | 0      | 3       | 7       | –4         |
| 15.                            | Martynika         | B     | 3     | 0      | 3       | 12      | –9         |
| 16.                            | Grenada           | D     | 3     | 0      | 1       | 11      | –10        |

## Strzelcy

### 4 gole
- Almoez Ali

### 3 gole
- Romell Quioto
- Stephen Eustáquio
- Cyle Larin
- Abdulaziz Hatem
- Rogelio Funes Mori
- Orbelín Pineda
- Joaquín Rivas

### 2 gole
- Junior Hoilett
- Akram Afif
- Celso Borges
- Joel Campbell
- Emmanuel Rivière
- Rolando Blackburn
- Eric Davis
- José Luis Rodríguez
- Daryl Dike
- Miles Robinson
- Gyasi Zardes
- Gleofilo Vlijter

### 1 gol
- Romar Frank
- Raphaël Mirval
- Matthias Phaeton
- Gerardo Gordillo
- Ricardo Adé
- Carnejy Antoine
- Stéphane Lambese
- Jerry Bengtson
- Johnny Leverón
- Alexander López
- Edwin Solano
- Cory Burke
- Junior Flemmings
- Shamar Nicholson
- Bobby Reid
- Tajon Buchanan
- Theo Corbeanu
- Jonathan Osorio
- Homam Ahmed
- Hassan Al-Haydos
- Mohammed Muntari
- Ariel Lassiter
- Bryan Ruiz
- Kévin Fortuné
- Jonathan dos Santos
- Héctor Herrera
- Luis Rodríguez
- Alberto Quintero
- César Yanis
- Jairo Henríquez
- Walmer Martinez
- Alex Roldán
- Nigel Hasselbaink
- Nicholas Gioacchini
- Matthew Hoppe
- Shaquell Moore
- Sam Vines
- Reon Moore

Gole samobójcze
- Samuel Camille (dla USA)
- Amari’i Bell (dla Gwadelupy)